# Mosteiro de Santa Maria de Conxo
O Mosteiro de Santa Maria das Mercês de Conxo (em castelhano: Monasterio e Iglesia de Santa María del Conjo) é um mosteiro fundado no século XII em Santiago de Compostela, Galiza, Espanha, no que é atualmente o bairro de Conxo (ou Conjo).
Segundo a tradição, o mosteiro teria sido fundado por uma mulher de nome Rusuida como local de repouso para o seu marido, assassinado enquanto fazia o Caminho de Santiago. Contudo, dos registos históricos conclui-se que a fundação se deve ao bispo Diego Gelmires, cujo nome está ligado a várias obras importantes na cidade, nomeadamente a catedral, que ali estabeleceu uma comunidade de freiras. O edifício de estilo românico foi inaugurado em 1129, conforme atestado por uma inscrição. O claustro dessa época ainda tem duas das alas originais.
A igreja atual foi construída no século XVII e é da autoria de González de Araújo, coautor da Igreja de São Martinho Pinário. O porta foi construída no século XVIII pelo arquiteto Clemente Fernández Sarela, autor de várias obras marcantes do chamado barroco compostelano, como a Casa do Cabido. No retábulo-mor barroco, entre várias imagens de grande valor, destaca-se o crucifixo muito realista de Gregorio Fernández (1576–1636).
No século XV as freiras do convento foram transferidas para São Paio de Antealtares, sendo substituídas por frades mercedários, que ali permaneceram até ao século XIX, quando foram foram para Poio. Desde então, ali funciona o Sanatório Psiquiátrico Provincial.